# Patronat d'Acció Catòlica (Sitges)
El Patronat d'Acció Catòlica és un edifici de Sitges (Garraf) inclòs a l'Inventari del Patrimoni Arquitectònic de Catalunya.

## Descripció
És un edifici entre mitgeres amb façana de composició simètrica dividida horitzontalment en dos cossos per una línia d'imposta amb motllures. A la part baixa hi ha una gran porta central d'accés amb dues finestres a cada banda. Aquestes obertures són d'arc de mig punt. El cos superior, més estret i de més alçaria, és ocupat per un gran finestral d'arc de mig punt i guardapols ogival. L'edifici es corona amb una espadanya. La coberta és de teula a dues vessants. Als murs laterals del cos superior hi ha finestres d'arc ogival. Són remarcables com a elements decoratius les mènsules esculpides amb caps d'àngels.

## Història
L'antiga capella del col·legi i residència de les M.M. Concepcionistes va ser construïda l'any 1900. D'acord amb la documentació existent a l'arxiu municipal de Sitges, el 3 d'abril del 1900 es va fer la sol·licitud per l'enderrocament d'un edifici vell i la construcció d'una capella, sota la direcció de l'arquitecte Gaietà Buïgas. La primera pedra de l'edifici nou es va col·locar la tarda de l'1 de maig del mateix any. Posteriorment la capella va passar a pertànyer al Patronat d'Acció Social Catòlica, inaugurat el 1919. En l'actualitat, l'interior ha estat modificat per encabir-ne la sala d'exposicions d'aquesta entitat.